# 皮斯加納峰
46°12′30″N 10°33′03″E / 46.20841°N 10.55078°E
皮斯加納峰（義大利語：Punta Pisgana），是意大利的山峰，位於該國北部，由倫巴第大區負責管轄，屬於阿達梅洛-普雷薩內拉阿爾卑斯山脈的一部分，海拔高度3,088米，每年平均降雨量1,357毫米。